# Klaus Johannson
Klaus Johannson (* 3. September 1948) ist ein deutscher Mathematiker mit Schwerpunkt Topologie.

## Lebenslauf
1976 promovierte Johannson in Bielefeld über Tori und Annuli in 3-Mannigfaltigkeiten bei Friedhelm Waldhausen. 1978 habilitierte er sich in Bielefeld. Von 1984 bis 2001 war Johannson Dozent an mehreren amerikanischen Universitäten, darunter die Columbia University in New York, die University of Oklahoma und die University of Tennessee. Seit 2001 ist er an der Johann Wolfgang Goethe-Universität in Frankfurt am Main tätig und hat dort bis 2014 unterrichtet.
Bekannt wurde Johannson vor allem durch seinen 1979 vollendeten Beweis der JSJ-Zerlegung. Im gleichen Jahr gelang dies auch, unabhängig von ihm, William Jaco und Peter Shalen.

## Werke
- 1975: Tori and annuli in 3-manifolds
- 1979: Homotopy equivalences of 3-manifolds with boundaries, Lecture Notes in Mathematics, 761. Springer, Berlin, 1979. ii+303 pp. ISBN 3-540-09714-7. (U.a. Konstruktion der JSJ-Zerlegung.)
- 1995: Topology and combinatorics of 3-manifolds, Lecture Notes in Mathematics, 1599. Springer-Verlag, Berlin, 1995. xviii+446 pp. ISBN 3-540-59063-3 (U.a. Beweis der Waldhausen-Vermutung für Haken-Mannigfaltigkeiten.)